# Vultee Aircraft

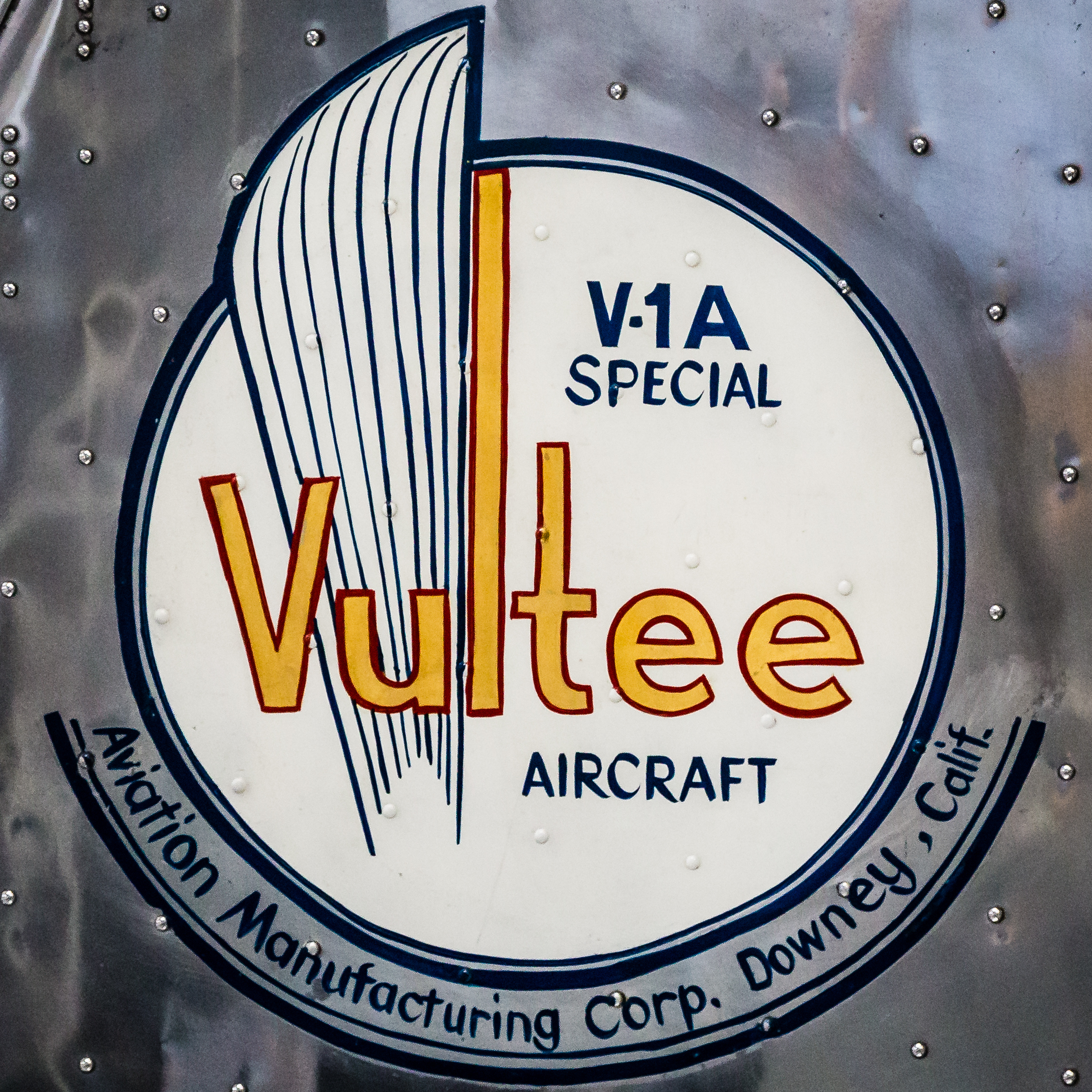

Das Unternehmen Vultee Aircraft war ein US-amerikanischer Flugzeughersteller, der 1939 selbständig wurde und im März 1943 mit der Consolidated Aircraft Corporation zur Consolidated Vultee Aircraft Corporation (ab 1954 Convair) verschmolzen wurde.

## Unternehmensgeschichte
Gerard „Jerry“ Vultee und Vance Breese gründeten 1932 die Firma Airplane Development Corporation, nachdem American Airways Interesse an ihrem Entwurf für ein sechssitziges Passagierflugzeug V-1 gezeigt hatte. Bald danach übernahm Errett Lobban Cord alle 500 Aktienanteile der Firma, wodurch Airplane Development Corporation zu einem Tochterunternehmen der Cord Corporation wurde.
Infolge des Luftpostskandals vom Februar 1934 musste sich die Holding Aviation Corporation (AVCO) (heute Textron) von ihren Beteiligungen an American Airlines trennen. AVCO, der zu dieser Zeit bereits mehrere Flugzeughersteller gehörten, übernahm die Cord Corporation und gründete am 30. November 1934 die Aviation Manufacturing Corporation (AMC), in die auch Vultees Airplane Development Corporation integriert wurde. Zwischenzeitlich hatten Vultee und Breese den Entwurf entsprechend den Wünschen von American Airlines überarbeitet und zur achtsitzigen V-1A weiter entwickelt. American Airlines übernahm elf Maschinen dieser Version, aber das Flugzeug scheiterte letztlich wegen der einmotorigen Ausführung an Sicherheitsbedenken gegenüber den zweimotorigen Flugzeugen DC-2 und DC-3. Auch die als Angriffsflugzeug für das United States Army Air Corps modifizierte Version V-11 wurde nur in geringer Stückzahl verkauft.
Die Aviation Manufacturing Corporation wurde am 1. Januar 1936 von AVCO liquidiert. Als Nachfolgeunternehmen entstand die Vultee Aircraft Division, die sich ebenfalls vollständig in Besitz von AVCO befand. Die ursprünglichen Cord-Firmen Lycoming und Stinson Aircraft Company gingen als eigenständige Unternehmenszweige in die neue Vultee Aircraft Division ein.
Im November 1939 wurde die Firma Vultee Aircraft Division aus dem AVCO-Konzern herausgelöst und als Vultee Aircraft Inc. selbständig. Am 13. März 1943 schlossen sich Vultee Aircraft und das AVCO-Tochterunternehmen Consolidated Aircraft zur Consolidated Vultee Aircraft Corporation zusammen. AVCO veräußerte ihre Beteiligung an diesem Flugzeughersteller im Jahr 1947 an die New Yorker Investmentgesellschaft Atlas Corporation. Im Jahr 1954 erfolgte die Umfirmierung der Consolidated Vultee Aircraft Corporation in Convair.

## Tod des Firmengründers Jerry Vultee
Am 7. Februar 1938, noch bevor Vultee Aircraft unabhängig von AVCO wurde, starb Jerry Vultee zusammen mit seiner Frau Sylvia bei dem Absturz des von ihm gelenkten Flugzeugs in einem Schneesturm in der Nähe von Wilson Mountain / Sedona in Arizona. Eine Bronzetafel an der Absturzstelle erinnert daran. Jerry Vultees Freund und Vizepräsident von Vultee schrieb einen Brief über seinen Tod an das TIME Magazin:
Sirs:
Gerard F. Vultee („Jerry“), not Gerald, my close friend and business associate for many years, was killed when the cabin monoplane he was flying with Mrs. Vultee crashed on the flat top of Wilson Mountain [TIME, Feb. 7]. ... Caught in a local snow-storm and blizzard with no training in blind or instrument flying, he was unable to find his way out. The fire occurred after the crash, not before.
DON P. SMITH Vice President
Vultee Aircraft Los Angeles, Calif.
Unter Richard Millar als Nachfolger von Vultee begann die Vultee Aircraft mit der Entwicklung von Militärflugzeugen. Die größten Stückzahlen wurden von dem Trainingsflugzeug BT-13 Valiant und der V-72 Vengeance (als A-31 und als A-35) gebaut.

## In Museen ausgestellte Flugzeuge
- Virginia Aviation Museum, Flughafen Richmond International, Richmond (Virginia)

1936 V-1AD Special NC16099, "Lady Peace II", gehörte dem Verleger William Randolph Hearst – vermutlich das einzige verbliebene Exemplar V-1
- Mid-Atlantic Air Museum, Reading (Berks County, Pennsylvania)

1942 Vultee BT-13A Valiant